# Karl Konrad von Beroldingen
El barón Karl Konrad von Beroldingen o Beroldinghen (Lugano, 1624-íb., 1706) fue un noble y militar mercenario suizo al servicio de Felipe IV y Carlos II de España.

## Biografía
Fue uno de los hijos del matrimonio formado por Sebastian von Beroldingen, señor de Sonnenberg y Emma von Roll zu Emmenholz. Su padre procedía de un antigua familia noble suiza y fue coronel y mercenario al servicio de España. Tuvo otros hermanos, entre ellos:
- Franz Sebastian
- Johann Josef.

Desde 1638 a 1637 sería capitán general y canciller del bailazgo de Lugano.
Entró al servicio de Felipe IV de España como militar, y posteriormente como diplomático llegando a representar los intereses de este monarca ante diferentes dietas de la Confederación Helvética. Fue especialmente su participación en el séquito de la misión diplomática enviada por Felipe IV a l dieta de 1664 y liderada por Carlo Casati.
Por estos servicios sería nombrado caballero de la orden de Calatrava hacia mayo de 1665.
En 1691 fue elevado al rango y título de barón por el emperador Leopoldo I.
En 1667 adquirió el feudo de Magliaso, único señorío de la Suiza de habla italiana. En esta localidad mandó erigir la iglesia de Santi Biagio e Macario.
En Lugano construyó en palacio de Beroldingen, en el centro de la ciudad, destruido para construir la actual villa Ciani. Además construyó la famosa Villa Favorita, en las cercanías de Lugano, a orillas de su lago.
Moriría en 1706 en Lugano, la misma ciudad de su nacimiento.

## Matrimonio y descendencia
En 1646 contrajo matrimonio con Maria Ursula Zwyer von Evibach. Tuvieron una hija, Maria Anna casada con Johann Karl Bessler (1641-1702).

### Individuales
1. ↑  «Sebastian von Beroldingen». Base Roglo.
2. ↑  Bragado Echevarría, Javier (2017). Los regimientos suizos al servicio de España en el siglo XVIII Diplomacia, guerra y sociedad militar (1700-1755) (Tesis). Universidad de Granada.
3. ↑  «OM-EXPEDIENTILLOS,N.10761 - Beroldinguen, Carlos Conrado de». Portal de Archivos Españoles. Mayo de 1665. Consultado el 24 de septiembre de 2023.
4. ↑  Gómez Oreña, Mercedes (2019). «Los esguízaros en los conflictos bélicos de la corona española. Una aproximación a la contratación y licenciamiento durante la embajada de Juan Bautista Cassani (1667-1704)». Revista de historia militar (126).
5. ↑  «Ticino Tessin : Magliaso San Giorgio». www.swisscastles.ch. Consultado el 24 de septiembre de 2023.
6. ↑  Rahn, G. R. (1894). I Monumenti Artistici del Medio Evo nel Cantone Ticino (en italiano). Belinzona: C. Salvioni. p. 181. Consultado el 24 de septiembre de 2023.
7. ↑  «Karl Konrad von Beroldingen». Base Roglo.